# Ingela Blomberg
Ingela Sigrid Maria Blomberg, född 17 februari 1940 i Uppsala, död 21 november 2022 i Stockholm, var en svensk arkitekt.
Blomberg avlade arkitektexamen vid Kungliga Tekniska högskolan i Stockholm 1969, utexaminerades från Kungliga Konsthögskolan 1973 och blev teknologie doktor vid Kungliga Tekniska högskolan 1991 på avhandlingen Varsam ombyggnad: hinder och möjligheter. Hon har varit anställd inom området bostadsbebyggelsens ombyggbarhet (BOOM-gruppen) vid Kungliga Tekniska högskolan. Hon har även tillhört forskargruppen Bo i Gemenskap (BIG-gruppen) rörande kollektivhus.
Blomberg var också aktiv inom Grupp 8, medverkade som medlem i basgruppen Aurora i boken Nio kvinnor nio liv (1977) och ingick i redaktionen för Kvinnobulletinen 1979–1982.